# Дом А. К. Фомина
Дом А. К. Фомина — частично утраченный памятник градостроительства и архитектуры в историческом центре Нижнего Новгорода. Построен в 1906—1908 годах, по проекту архитектора П. А. Домбровского.
Являясь памятником поздней академической эклектики, здание имело и мемориальное значение, так как было связано с жизнью известного врача-хирурга К. К. Чачхиани и его супруги Зворыкиной (Чачхиани) Олимпиады Алексеевны и с деятельностью областной писательской организации, членами которой являлись видные представители горьковской (нижегородской) интеллигенции Н. И. Колчин, И. И. Бережной, А. П. Бринский, Ю. А. Андрианов и другие.
Памятник был уничтожен посредством фасадизма в 2022 году, фасад включён в объём элитного жилого комплекса «Георгиевский», построенного на месте снесённой в начале 2020 года гостиницы «Россия».

## История
На рубеже XIX—XX веков земельный участок на углу улиц Жуковской (Минина) и Георгиевской площади (в настоящее время ликвидирована в связи со строительством в советский период гостиницы «Россия» на месте снесённой церкви св. Георгия) принадлежал Ю. П. Араповской. На 1900 год на участке находился деревянный флигель на каменном фундаменте. По купчей крепости от 29 июля 1906 года домовладение перешло в собственность Андрея Кирилловича Фомина.
В сентябре 1906 года Нижегородская городская управа дала разрешение новому владельцу на постройку двухэтажного каменного с подвалом дома и одноэтажных каменных служб. Проект был разработан известным нижегородским архитектором, имевшим звание гражданского инженера, Павлом Антоновичем Домбровским. Здание задумывалось как небольшой комфортабельный для своего времени городской особняк, «исполненный в типичном для зданий начала XX века эклектичном стиле, гармонично вобравшим в себя традиционные и новые веяния».
Выстроенное к 1908 году здание имело: калориферное отопление; помещения для прачечной и дворника в подвале; кладовую, кухню, столовую, гардероб, чулан, комнату для приезжих и туалет — на первом этаже; зал, гостиную, открытую веранду, вторую столовую, будуар, спальню и детскую, второй туалет — на втором. Позади дома был выстроен каменный одноэтажный служебный корпус с ледником, стойлами для лошадей и каретником. С запада примыкал небольшой сад.
Позже дом претерпел некоторые изменения. Первые произошли в связи с переходом домовладения в собственность семейства Чачхиани. 10 мая 1914 года вдова прежнего владельца кинешемская мещанка Александра Алексеевна Фомина продала перешедший ей по завещанию дом жене потомственного дворянина Олимпиаде Алексеевне Чачхиани. Мужем О. А. Чачхиани являлся известный нижегородский врач-хирург Константин Константинович Чачхиани (1875—1950), происходивший из грузинского княжеского рода. Профессия Чачхиани наложила отпечаток на уклад жизни дома, на двери появилась табличка «Хирургические, внутренние и глазные болезни. Профессор К. К. Чачхиани». На первом этаже был оборудован докторский кабинет и небольшой зал ожидания.
После Октябрьской революции в 1918 году домовладение было экспроприировано советскими властями. Дом был перепланирован под коммунальное жильё. После 1948 года было снесено здание хозяйственного корпуса. В 1978 году дом перешёл Горьковскому областному отделению Союза писателей СССР. Жильцов расселили и стали перестраивать здание, возвращая его к исходному состоянию. В ходе работ были восстановлены зал на втором этаже, лепнина (хотя её идентичность оригинальному решению вызывает сомнения), пол выстлан новым паркетом.
В 1989 году здание поставлено на государственную охрану, как памятник истории и культуры регионального значения.

### Утрата памятника
Проблемы с сохранением особняка начались в 2016 году, из-за неустановленных зон охраны памятника. Нижегородское градозащитное движение «СпасГрад» неоднократно направляло письма в прокуратуру и управление охраны объектов культурного наследия области, с требованием установить зону охраны, но процесс не сдвинулся с точки. Параллельно был выполнен проект реконструкции ООО «СС Проект» под руководством архитектора Александра Дехтяра, с пристройкой вплотную к особняку «жилого дома с помещениями общественного назначения». Градозащитники пытались помещать одобрению проекта, так как он может негативно воздействовать на сохранность памятника архитектуры. Градозащитник Анна Давыдова резко негативно высказалась о проекте реконструкции, посчитав, что его реализация приведёт к утрате памятника. Профессор ННГАСУ Сергей Шумилкин и архитектурный критик Марина Игнатушко, в свою очередь, посчитали подобный проект допустимым.
Дом был уничтожен посредством фасадизма в 2022 году. Главный фасад и боковые стены здания стали пристройкой к девятиэтажному дому жилого комплекса «Георгиевский», который ныне так же имеет адрес № 6 по улице Минина.

## Архитектура
Здание кирпичное двухэтажное, прямоугольное в плане. Фасады оштукатурены и окрашены, решены в духе эклектики. Главный фасад, выходящий на улицу Минина, четырёхосевой. Одноосевая правая фланговая часть раскрепована и выделена филенчатыми лопатками и аттиком. По левой фланговой оси расположен главный вход, по обе стороны от которого — узкие окна; входная дверь деревянная филенчатая. Ось главного входа выделена двумя тумбами над венчающим карнизом; между тумбами и аттиком — металлическое ограждение кровли. Оконные и дверные проёмы обрамлены профилированными наличниками. Над проёмами установлены рамки с растительным орнаментом. Венчает здание профилированный карниз. Первый этаж покрыт рустом. С юго-запада примыкает более низкий объём, на втором этаже которого устроена терраса под скатной крышей на столбах и колоннах.